# Montiéramey
Montiéramey est une commune française, située dans le département de l'Aube en région Grand Est.

## Géographie
| Lusigny-sur-Barse   |             | Mesnil-Saint-Père |
|                     | Montiéramey |                   |
| Montreuil-sur-Barse |             | Briel-sur-Barse   |

### Géologie
Le sable vert de Montiéramey a été exploité depuis des temps reculés (mortiers entrant dans la construction de nombreux bâtiments anciens de la région). Différentes carrières de sable vert ont été créées à la fin du siècle pour répondre au besoin des fonderies, puis ont été abandonnées avec l'apparition du plastique, en 1972.

### Hydrographie
La commune est dans la région hydrographique « la Seine de sa source au confluent de l'Oise (exclu) » au sein du bassin Seine-Normandie. Elle est drainée par le canal de Morge, la Barse, le canal 01 de la commune de Montieramey, le canal 02 de la commune de Montieramey, le canal d'Amenée du Barrage Réservoir Seine, le cours d'eau 01 de la Charmotte, le cours d'eau 01 de la Métairie, la Barse et divers autres petits cours d'eau,.
La Barse, d'une longueur de 50 km, prend sa source dans la commune de Puits-et-Nuisement et se jette  dans la Seine à La Chapelle-Saint-Luc, après avoir traversé 17 communes (le canal de restitution a en grande partie emprunté son cours). Son cours est étroit et sinueux car elle serpente sur un terrain plat, et son lit est peu profond.

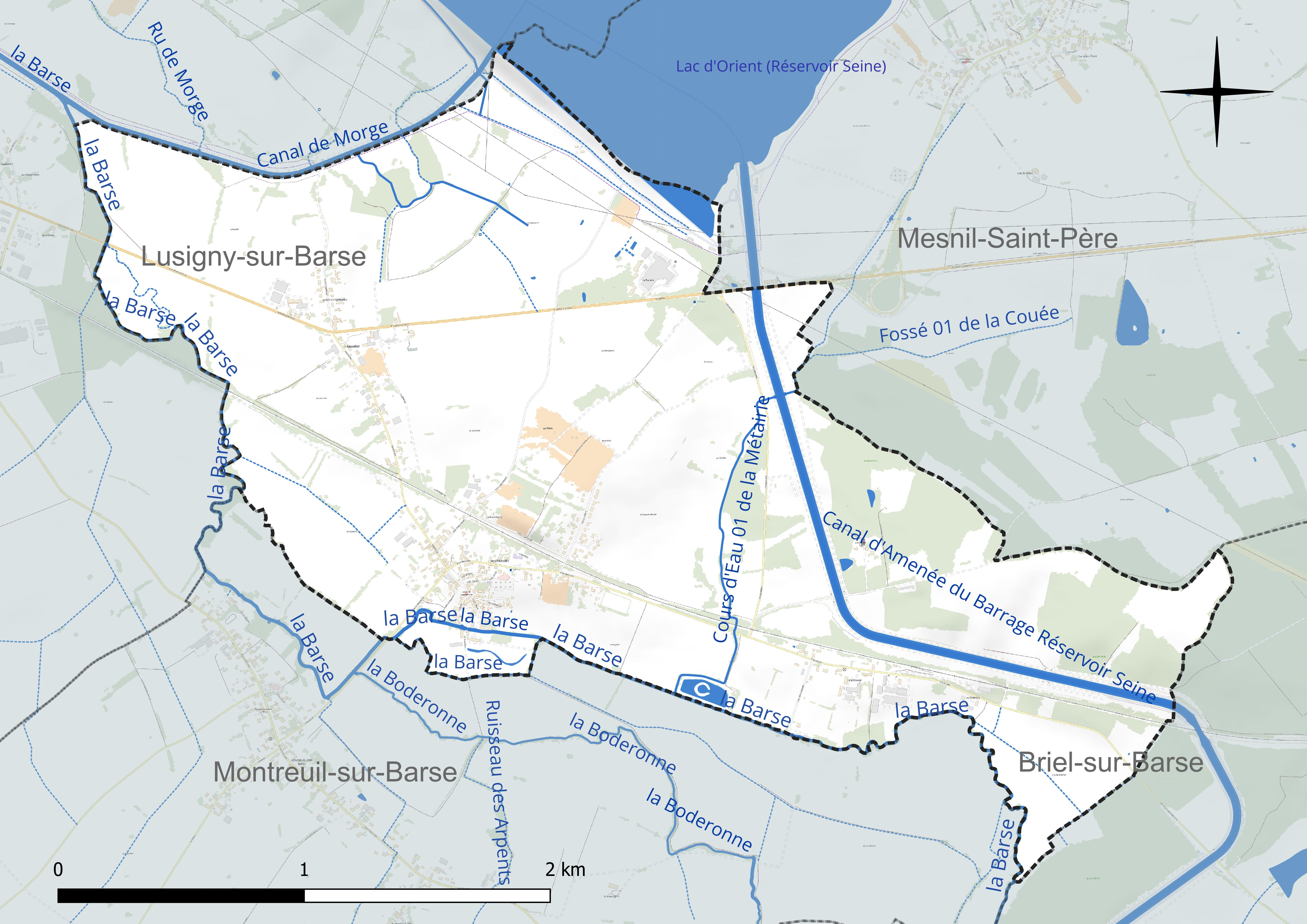
Réseau hydrographique de Montiéramey.

Un plan d'eau complète le réseau hydrographique : le lac d'Orient (le réservoir Seine), d'une superficie totale de 2 271,3 ha (3,4 ha sur la commune),.

### Climat
Pour des articles plus généraux, voir Climat du Grand Est et Climat de l'Aube.
En 2010, le climat de la commune est de type climat océanique dégradé des plaines du Centre et du Nord, selon une étude du Centre national de la recherche scientifique s'appuyant sur une série de données couvrant la période 1971-2000. En 2020, Météo-France publie une typologie des climats de la France métropolitaine dans laquelle la commune est exposée à un climat océanique altéré et est dans la région climatique  Lorraine, plateau de Langres, Morvan, caractérisée par un hiver rude (1,5 °C), des vents modérés et des brouillards fréquents en automne et hiver.
Pour la période 1971-2000, la température annuelle moyenne est de 10,4 °C, avec une amplitude thermique annuelle de 16 °C. Le cumul annuel moyen de précipitations est de 742 mm, avec 12,1 jours de précipitations en janvier et 7,9 jours en juillet. Pour la période 1991-2020, la température moyenne annuelle observée sur la station météorologique de Météo-France la plus proche, « Mesnil-Saint-Père », sur la commune de Mesnil-Saint-Père à 3 km à vol d'oiseau, est de 11,4 °C et le cumul annuel moyen de précipitations est de 772,6 mm. 
La température maximale relevée sur cette station est de 41 °C, atteinte le 25 juillet 2019 ; la température minimale est de −20,5 °C, atteinte le 2 janvier 1997,,.
Les paramètres climatiques de la commune ont été estimés pour le milieu du siècle (2041-2070) selon différents scénarios d'émission de gaz à effet de serre à partir des nouvelles projections climatiques de référence DRIAS-2020. Ils sont consultables sur un site dédié publié par Météo-France en novembre 2022.

## Urbanisme

### Typologie
Au 1er janvier 2024, Montiéramey est catégorisée commune rurale à habitat dispersé, selon la nouvelle grille communale de densité à 7 niveaux définie par l'Insee en 2022.
Elle est située hors unité urbaine. Par ailleurs la commune fait partie de l'aire d'attraction de Troyes, dont elle est une commune de la couronne,. Cette aire, qui regroupe 209 communes, est catégorisée dans les aires de 200 000 à moins de 700 000 habitants,.
La commune, bordée par un plan d’eau intérieur d’une superficie supérieure à 1 000 hectares, le lac d'Orient, est également une commune littorale au sens de la loi du 3 janvier 1986, dite loi littoral. Des dispositions spécifiques d’urbanisme s’y appliquent dès lors afin de préserver les espaces naturels, les sites, les paysages et l’équilibre écologique du littoral, tel le principe d'inconstructibilité, en dehors des espaces urbanisés, sur la bande littorale des 100 mètres, ou plus si le plan local d’urbanisme le prévoit.

### Occupation des sols
L'occupation des sols de la commune, telle qu'elle ressort de la base de données européenne d’occupation biophysique des sols Corine Land Cover (CLC), est marquée par l'importance des territoires agricoles (85,2 % en 2018), une proportion sensiblement équivalente à celle de 1990 (86 %). La répartition détaillée en 2018 est la suivante : 
prairies (54,5 %), zones agricoles hétérogènes (23,2 %), zones urbanisées (8,7 %), terres arables (7,5 %), forêts (5,9 %), eaux continentales (0,2 %). L'évolution de l’occupation des sols de la commune et de ses infrastructures peut être observée sur les différentes représentations cartographiques du territoire : la carte de Cassini (XVIIIe siècle), la carte d'état-major (1820-1866) et les cartes ou photos aériennes de l'IGN pour la période actuelle (1950 à aujourd'hui).

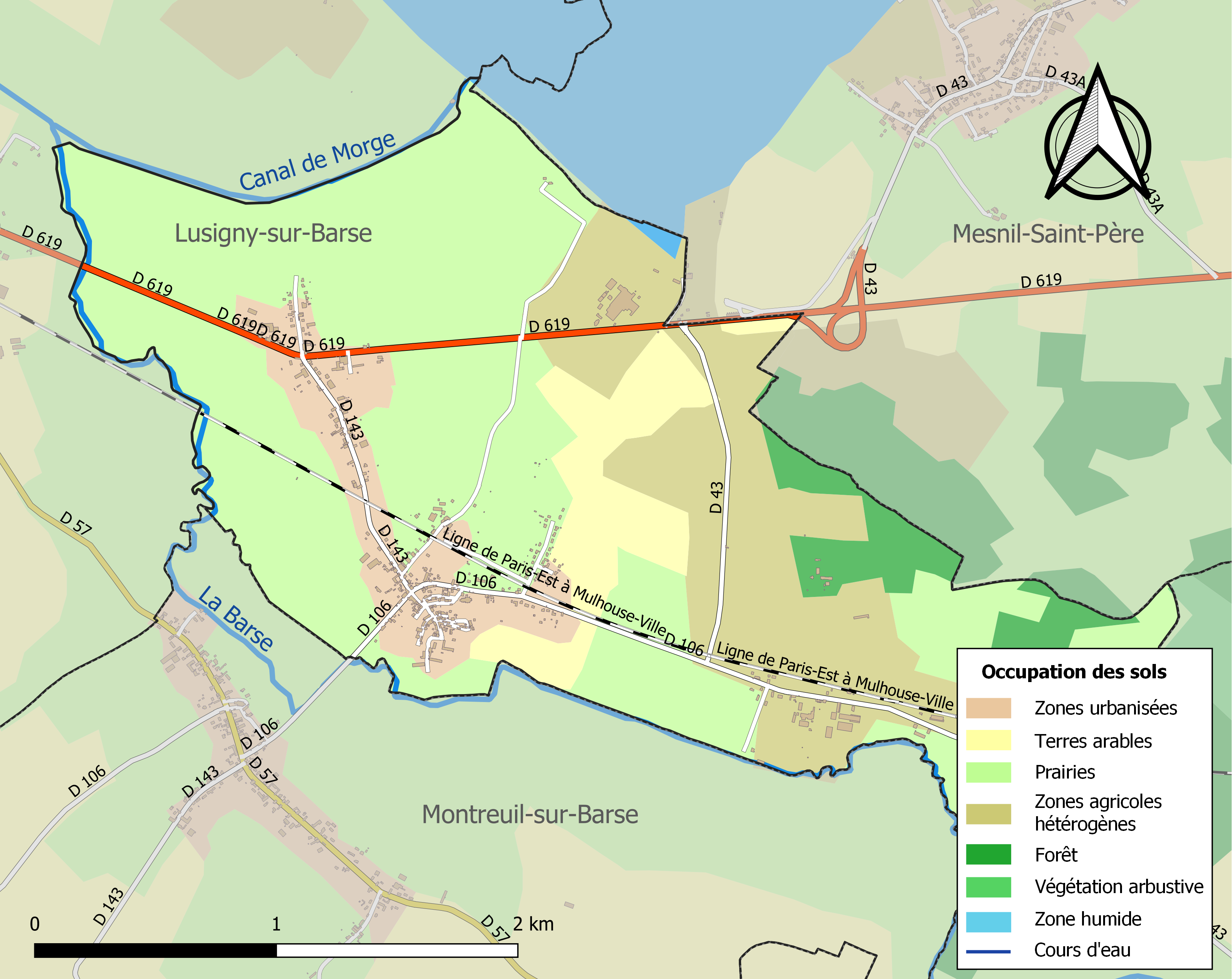
Carte des infrastructures et de l'occupation des sols de la commune en 2018 (CLC).

## Histoire
Les origines de Montiéramey remontent au IXe siècle, avec la fondation d'un monastère sous la direction d'un moine bénédictin parti de Troyes, nommé Arremar.
Les moines déboisèrent la région pour y implanter l'agriculture et la ville s'est considérablement développée jusqu'au XIIIe siècle. À partir du XIVe siècle, on note le début du déclin et de nombreux biens sont vendus. Bien que les bâtiments qui subsistent de ce passé soient imposants, certains vestiges ont disparu (comme l'église abbatiale) ou sont devenus des propriétés privées.

## Politique et administration
| Période                                  | Période  | Identité            | Étiquette | Qualité     |
| ---------------------------------------- | -------- | ------------------- | --------- | ----------- |
| 1996                                     | mai 2020 | Jean-Louis Parigaux |           |             |
| Juin 2020                                | En cours | Boris DRIAT         | SE        | Agriculteur |
| Les données manquantes sont à compléter. |          |                     |           |             |

## Démographie
L'évolution du nombre d'habitants est connue à travers les recensements de la population effectués dans la commune depuis 1793. Pour les communes de moins de 10 000 habitants, une enquête de recensement portant sur toute la population est réalisée tous les cinq ans, les populations de référence des années intermédiaires étant quant à elles estimées par interpolation ou extrapolation. Pour la commune, le premier recensement exhaustif entrant dans le cadre du nouveau dispositif a été réalisé en 2006.

En 2022, la commune comptait 405 habitants, en évolution de +0,25 % par rapport à 2016 (Aube : +0,7 %, France hors Mayotte : +2,11 %).
| 1793 | 1800 | 1806 | 1821 | 1831 | 1836 | 1841 | 1846 | 1851 |
| ---- | ---- | ---- | ---- | ---- | ---- | ---- | ---- | ---- |
| 631  | 635  | 659  | 661  | 697  | 681  | 713  | 701  | 728  |

| 1856 | 1861 | 1866 | 1872 | 1876 | 1881 | 1886 | 1891 | 1896 |
| ---- | ---- | ---- | ---- | ---- | ---- | ---- | ---- | ---- |
| 708  | 641  | 615  | 564  | 592  | 497  | 520  | 504  | 473  |

| 1901 | 1906 | 1911 | 1921 | 1926 | 1931 | 1936 | 1946 | 1954 |
| ---- | ---- | ---- | ---- | ---- | ---- | ---- | ---- | ---- |
| 477  | 500  | 466  | 450  | 435  | 448  | 393  | 405  | 461  |

| 1962 | 1968 | 1975 | 1982 | 1990 | 1999 | 2006 | 2011 | 2016 |
| ---- | ---- | ---- | ---- | ---- | ---- | ---- | ---- | ---- |
| 424  | 451  | 404  | 391  | 351  | 405  | 450  | 434  | 404  |

| 2021 | 2022 | - | - | - | - | - | - | - |
| ---- | ---- | - | - | - | - | - | - | - |
| 404  | 405  | - | - | - | - | - | - | - |

## Culture locale et patrimoine

### Lieux et monuments

#### Édifices religieux
- Abbaye de Montiéramey

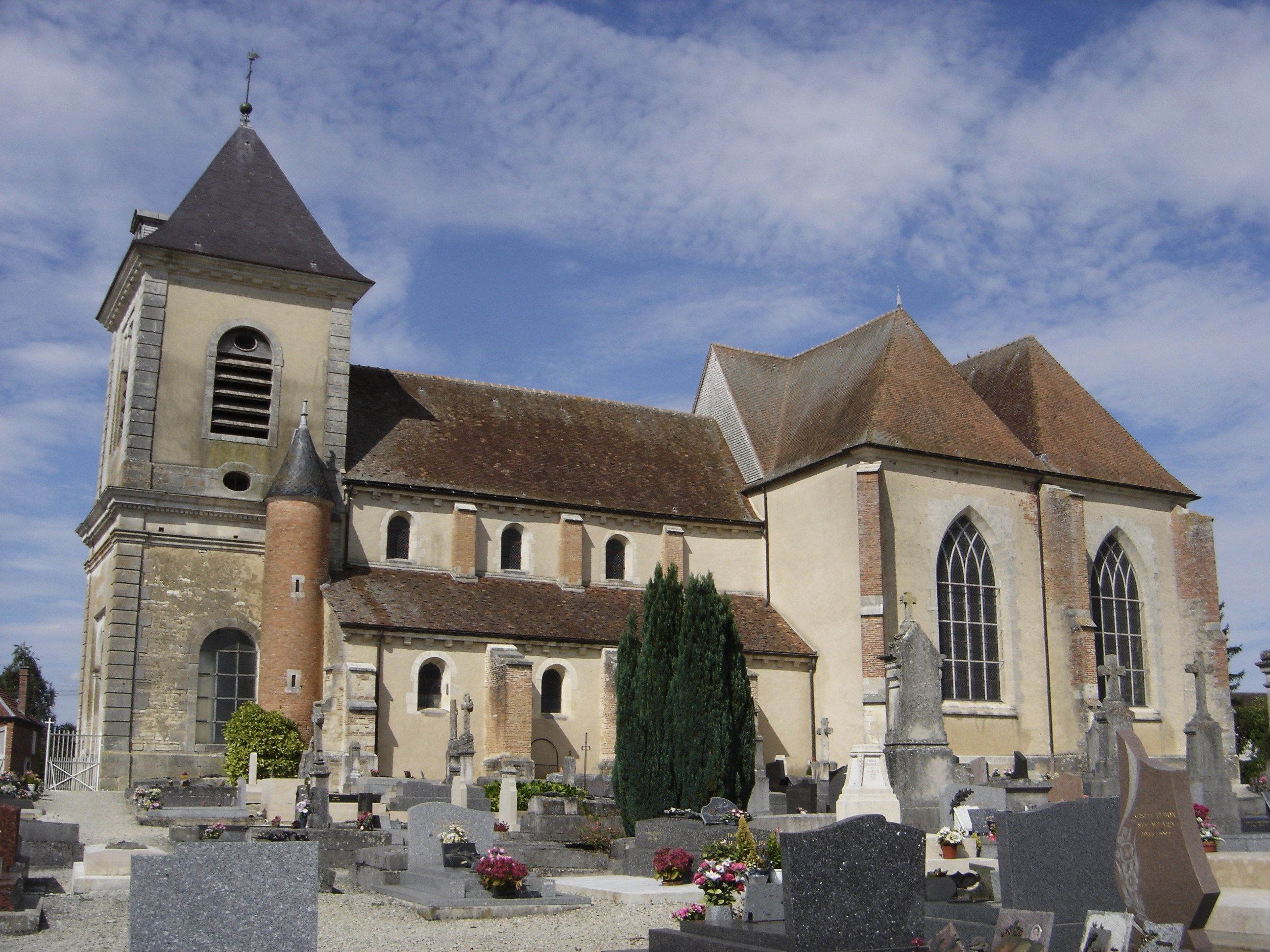
Église Notre-Dame-de-l'Assomption.

L'église Notre-Dame-de-l'Assomption de Montiéramey fait l’objet d’un classement au titre des monuments historiques par la liste de 1840.
Elle comporte trois grandes étapes de construction :
- La partie la plus ancienne de l'église actuelle est la nef qui date du XIIe siècle (art roman)
- Le chœur et le transept ont été reconstruits au milieu du XVIe siècle (gothique flamboyant). Bien que de construction plus récente, cette partie de l'église reste le point fragile de l'édifice (nombreuses restaurations)
- En 1870 on remplaça la tour du clocher (initialement sur un côté), dans le prolongement de la nef centrale, devant le grand portail.
- Certaines parties de l'ancienne abbaye sont également classées au titre des monuments historiques (propriétés privées).

#### Édifices civils

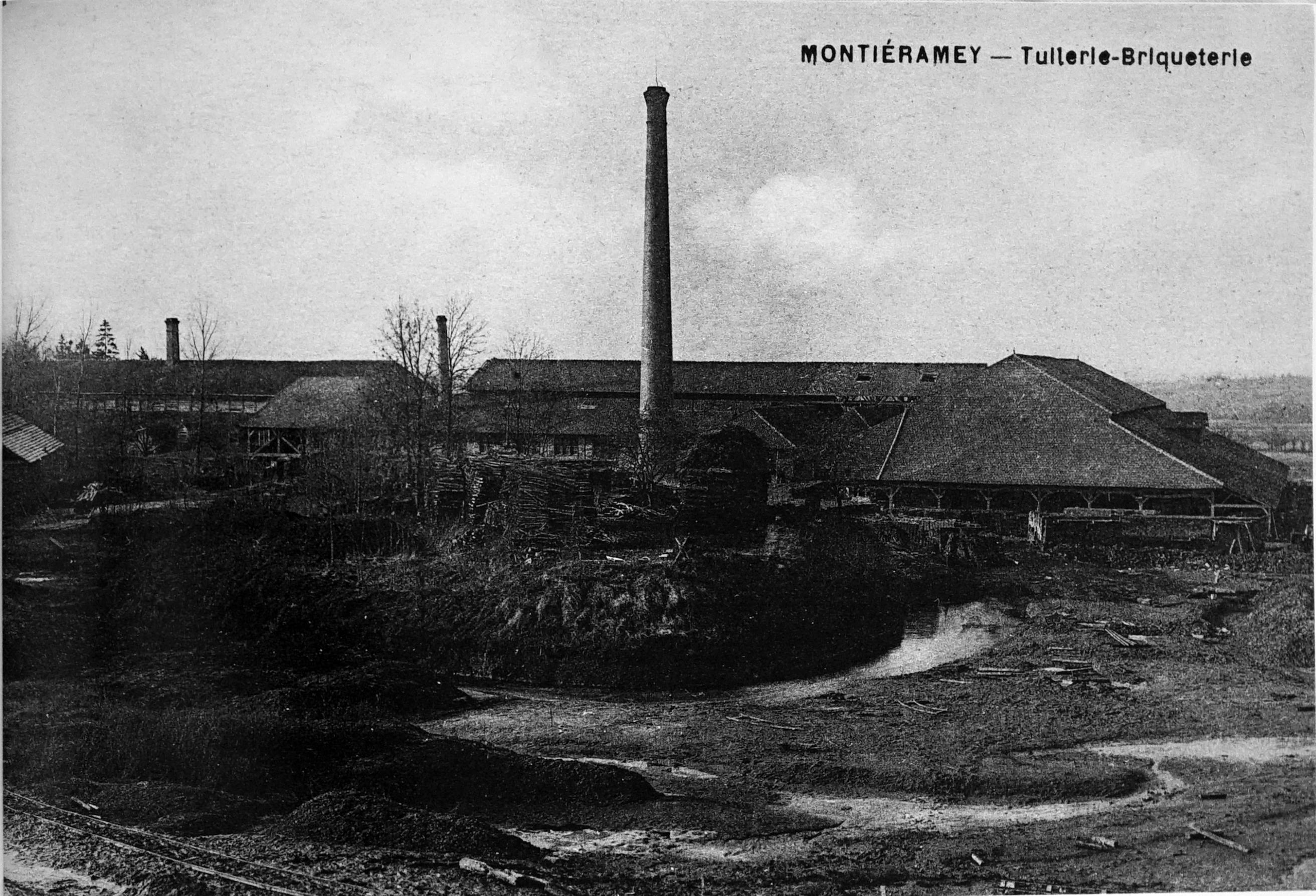
Ancienne tuilerie.

- La verrerie (actuellement S.A. Vermont) est recensée dans l'inventaire général du patrimoine culturel.
- Ancienne tuilerie de M. Millard active en 1850, dans laquelle furent réalisés les carreaux commandés par le sculpteur troyen François Joseph Valtat pour paver le sol de l'église Saint-Martin-ès-Vignes de Troyes, en argile rouge à engobe de couleur.

### Personnalités liées à la commune
- Jean Cot : sur la place du village, une stèle est érigée au nom du « général Cot ». Né à Montiéramey en 1934, il effectue une brillante carrière militaire.
- René Belleuvre : maire de Montiéramey durant 47 années (1951 à 1998). Une plaque lui rend hommage dans la salle polyvalente.
- Arremar, moine bénédictin fondateur de la ville qui a donné son nom au pays : Monasterium Arremari (XIIe siècle), transformé au fil du temps en Monstier Arrame, puis en un seul mot : Montiéramey.

### Héraldique
|  | Les armes de la ville se blasonnent ainsi : D’azur à l’épée d’argent à dextre, à la clé contournée du même à senestre et à la fleur de lys d’or au point du chef. |